# Mauricio Giganti
Mauricio Luis Giganti (General Pico, La Pampa, Argentina, 19 de febrero de 1976) es un exfutbolista y actualmente dirige a Olimpo.

## Trayectoria
Debutó como profesional en Boca Juniors, club en donde hizo las divisiones inferiores y saltó al primer equipo como una gran promesa, pero no logró encontrar un espacio en el equipo. Luego de ir a préstamo en Almagro, fue fichado por Unión Española de Chile, para el Torneo de Clausura 1997, equipo que estaba complicado en la tabla de posiciones, y peleando por salir de las últimas ubicaciones. A pesar de un buen desempeño de Giganti, anotando varios goles, no pudo evitar el primer y único descenso del club a la Primera B. De ahí en adelante tuvo un recorrido poco grato en clubes de Chile, Argentina y Vietnam. Finalmente, en 2007 puso término a su carrera defendiendo los colores del principal equipo de su ciudad natal, el Ferro Carril Oeste de General Pico.
En el año 2023 fue despedido del Club Atlético Atlanta, tras arribar al club a finales del 2022. En mayo de 2025 asumió como director técnico del Club Olimpo de Bahía Blanca, en el Torneo Federal A de Fútbol.

## Clubes

### Como jugador
| Club                      | País       | Año       |
| ------------------------- | ---------- | --------- |
| Boca Juniors              | Argentina  | 1996      |
| Atlanta                   | Argentina  | 1996      |
| Almagro                   | Argentina  | 1997      |
| Unión Española            | Chile      | 1997      |
| Provincial Osorno         | Chile      | 1998-2000 |
| Deportes Melipilla        | Chile      | 2001-2002 |
| Municipal Liberia         | Costa Rica | 2002-2003 |
| Acassuso                  | Argentina  | 2003      |
| LG Hanoi ACB              | Vietnam    | 2004      |
| Ferro Carril Oeste (G.P.) | Argentina  | 2005-2007 |

### Como entrenador
| Club                      | País      | Año       | Categoría        |
| ------------------------- | --------- | --------- | ---------------- |
| LG Hanoi ACB              | Vietnam   | 2010      | Primera División |
| Ferro Carril Oeste (G.P.) | Argentina | 2011-2012 | Federal C        |
| Ferro Carril Oeste (G.P.) | Argentina | 2014-2017 | Federal A        |
| Ferro Carril Oeste (G.P.) | Argentina | 2019-2020 | Federal A        |
| San Luis de Quillota      | Chile     | 2012      | Primera B        |
| Santiago Morning          | Chile     | 2013      | Primera B        |
| Curicó Unido              | Chile     | 2013      | Primera B        |
| Club Atlético Alvarado    | Argentina | 2017-2018 | Federal A        |
| Club Atlético Alvarado    | Argentina | 2018-2019 | Primera Nacional |
| Club Atlético Alvarado    | Argentina | 2024      | Primera Nacional |
| Club Atlético Estudiantes | Argentina | 2020-2021 | Primera Nacional |
| Atlanta                   | Argentina | 2022-2023 | Primera Nacional |
| Club Olimpo               | Argentina | 2025      | Federal A        |